# 黎香湖镇
黎香湖镇，是中华人民共和国重庆市南川区下辖的一个乡镇级行政单位。

## 行政区划
黎香湖镇下辖以下地区：
东湖村、南湖村、西湖村和北湖村。